# Alan Cox
Alan Cox (född den 22 juli 1968 i Solihull, England) är en brittisk programmerare som varit involverad i utvecklingen av Linuxkärnan sedan 1991. Är även involverad i projekten GNOME och X.org. Är idag[sedan när??] anställd av Intel och bor i Swansea, Wales. Var gift med Telsa Gwynne (6 december 1969 – 3 november 2015).

## Arbete med Linuxkärnan
Under tiden som anställd vid University of Wales installerade Alan Cox en av de första versionerna av Linux på en dator tillhörande en datorförening vid lärosätet. Det var den första Linuxinstallationen på ett datornätverk och genom det avslöjades en rad buggar i nätverkskoden. Cox korrigerade en rad av dessa buggar och skrev om en större del av nätverksstacken. Därefter blev Cox en av huvudutvecklarna av Linuxkärnan. Cox var ansvarig för 2.2 grenen av Linuxkärnan inklusive sin egen förgrening av version 2.4 (genom suffixet "ac", t.ex. 2.4.13-ac1).